# 高橋望 (経済学者)
高橋 望（たかはし のぞむ、1956年 - ）は、日本の経済学者。専門は交通経済学、航空経済論。関西大学商学部教授。日本交通学会賞受賞。

## 人物・経歴
岡山県生まれ。1979年同志社大学商学部卒業。1985年一橋大学大学院商学研究科博士後期課程単位修得満期退学。2000年『米国航空規制緩和をめぐる諸議論の展開』により、杉山武彦・根本敏則・山内弘隆が審査員を務め、一橋大学より博士（商学）の学位を取得。
1985年京都産業大学専任講師。1989年京都産業大学助教授。1993年関西大学助教授。1996年関西大学教授。1999年から2000年までブリティッシュ・コロンビア大学で在外研究。交通経済学専攻で、航空産業の経済分析、航空政策などを研究。1999年日本交通学会賞受賞。
財団法人関西空港調査会理事、国土交通省近畿運輸局地方交通審議会近畿船員部会長、国土交通省近畿運輸局あっせん員候補者、関西国際空港推進会議委員、関西国際空港全体構想促進協議会関西国際空港の事業推進方策に関する有識者懇談会委員等も歴任。

## 著書
- 『国際交通論』（吉田茂と共著）世界思想社 1995年、新版2002年
- 『米国航空規制緩和をめぐる諸議論の展開』白桃書房 1999年
- 『航空の経済学』（村上英樹, 加藤一誠, 榊原胖夫と共著）ミネルヴァ書房 2006年
- 『エアライン/エアポート・ビジネス入門』（横見宗樹と共著）法律文化社 2011年、第2版2016年